# Фес (стадіон)
34°00′10″ пн. ш. 4°58′08″ зх. д. / 34.00283° пн. ш. 4.968851° зх. д.
Стадіон Фес (араб. ملعب فاس) — багатоцільовий стадіон у спортивному комплексі Фес у місті Фесі, Марокко. Він використовується переважно для футбольних матчів, а також має легкоатлетичні споруди. Стадіон вміщує 45 000 глядачів і був побудований у 2003 році.

## Історія
Плани цього стадіону розробили марокканські архітектори й інженери, а в 1992 році розпочато будівельні роботи, але тільки через два роки почалося активне будівництво, яке мали закінчити 1997 року, щоб прийняти чемпіонат Африки серед молоді 1997 року, організований Марокко. Стадіон не здали вчасно, переважно через технічні проблеми, і тільки у 2003 році роботи завершили.
Весь комплекс включає пресцентр, пункт першої медичної допомоги, лазарет та кімнату для допінг-контролю, а паркінг стадіону може вмістити до 7500 автомобілів і 350 автобусів.
Цей стадіон також був заявлений Марокко як кандидат на проведення чемпіонату світу з футболу у 2006 та 2010 роках. Таким чином, з цієї нагоди комплекс був повністю відремонтований та зазнав незначних змін, додавши 5000 місць, а його загальна місткість збільшилась до 45 000 місць. Однак 15 травня 2004 року право проведення було остаточно надано Південній Африці 14 голосами проти 10 за Марокко.
Стадіон «Фес» офіційно відкрився 25 листопада 2007 року, через чотири роки після завершення фіналу Кубка Трону 2006–07 років матчем між ФАР (Рабат) (D1) та Рашад Бернуссі (D2), який завершився перемогою ФАР (Рабат) (1–1, 5 по пенальті 3). Вхід на цю зустріч був вільним, і на ній були присутні 40 000 глядачів з різних міст Марокко. Перший гол, забитий на цьому стадіоні, став гол Атіка Чіхаба (ФАР (Рабат)).

З моменту відкриття стадіону команда «Магриб де Фес» переїхала на нього і зіграла свій перший матч в рамках чемпіонату проти команди «Юність Ель-Массіра», який завершився нічиєю 0–0 при повному аншлазі.